# 日本剣客伝
『日本剣客伝』（にっぽんけんきゃくでん）は、1968年（昭和43年）4月3日から12月25日まで、NETの水曜日21:00 - 21:56枠で放送された、東映制作のテレビ時代劇。全10話（全40回）。

## 概要
宮本武蔵、小野次郎左衛門、上泉伊勢守、塚原卜伝ら史上高名な剣豪10人を次々と取上げ、1話4回でその生き方を描く。『週刊朝日』の連載もののテレビ化。
各剣豪の特徴を出すために、殺陣師を各話毎に変更するなどの工夫が凝らされている。
スローモーションを使った再現演出は、当時の視聴者であった村上克司にも強烈な印象を与えており、後に村上が参加し本作品と同じく吉川進がプロデューサーを務めた『宇宙刑事ギャバン』の蒸着プロセスに取り入れられている。
横浜市の放送ライブラリーで第9話『沖田総司』その一（1968年11月6日放送分）のみを視聴することができる。

## スタッフ
- プロデューサー：片岡政義（NET）、 吉川進（東映）
- 音楽：伊部晴美
- 擬斗：足立伶二郎、湯浅謙太郎、ほか

## サブタイトル
| 各話   | 放送期間         | サブタイトル   | 原作         | 脚本                         | 監督       | 出演 |
| ------ | ---------------- | -------------- | ------------ | ---------------------------- | ---------- | --- |
| 第1話  | 4月3日-4月24日   | 宮本武蔵       | 司馬遼太郎   | 早坂暁                       | 降旗康男   | 三國連太郎、吉村実子、山下洵一郎、太田博之、宇佐美淳也、須藤健、三島耕、伊達正三郎、由利徹、清川玉枝、小沢昭一、田中春男、永山一夫、堀雄二、八代真矢子、高石かつ枝、水島道太郎、伊豆肇、小林重四郎、早川雪洲、河津清三郎、川辺久造 |
| 第2話  | 5月1日-5月22日   | 小野次郎左衛門 | 柴田錬三郎   | 八代静一                     | 土井通芳   | 夏八木勲、川合伸旺、村上冬樹、真咲美枝、村松英子、上田みゆき、宮内順子、三遊亭歌奴、中山仁、森秋子、市川清子、信欽三、勝部演之、池田忠夫、市川小金吾                                                                               |
| 第3話  | 5月29日-6月19日  | 上泉伊勢守     | 池波正太郎   | 大和久守正                   | 竹本弘一   | 長門勇、瑳峨三智子、磯部玉枝、鮎川いずみ、中村竹弥、加藤武、須藤健、雷門ケン坊、桜むつ子、左卜全、亀石征一郎、太宰久雄、大友柳太郎、松本錦四郎、清水元、高城丈二、花ノ本寿                                                         |
| 第4話  | 6月26日-7月17日  | 塚原卜伝       | 南條範夫     | 今村文人                     | 河野宏     | 荒木一郎、池部良、北林早苗、尾崎奈々、岡田英次、青山恭二、安部徹、吉田義夫、高宮敬二、織本順吉、松村達雄、伊藤初雄、津川雅彦、山本豊三、山本麟一、花ノ本寿、石山律                                                                 |
| 第5話  | 7月24日-8月14日  | 柳生十兵衛     | 山岡荘八     | 伴田充                       | 折田至     | 緒形拳、清水彰、若柳菊、島田正吾、辰巳柳太郎、郡司良、大下哲也 |
| 第6話  | 8月21日-9月11日  | 堀部安兵衛     | 吉行淳之介   | 竹内敏晴                     | 土井通芳   | 水原弘、中村梅之助、坂東太三郎、三好美智子、日高澄子、瀬川菊之丞、山田真二、嵐圭史、中村翫右衛門 |
| 第7話  | 9月18日-10月2日  | 針谷夕雲       | 有馬頼義     | 小野竜之助 長田紀生 大原清秀 | 山田達雄   | 高橋幸治、二本柳寛、千原しのぶ、水島道太郎、長谷川稀世、伊豆肇、山下洵一郎、戸浦六宏、原知佐子、左卜全、南道郎、堀雄二、丹羽又三郎                                                                                                 |
| 第8話  | 10月9日-10月30日 | 高柳又四郎     | 村上元三     | 押川國秋                     | 伊賀山正光 | 久富惟晴、高松英郎、郡司良、多々良純、中原弘二、真理明美、白木万理、江見俊太郎、島田正吾、宮城千賀子 |
| 第9話  | 11月6日-11月27日 | 沖田総司       | 永井龍男     | 西条道彦                     | 佐伯清     | 梅宮辰夫、中村竹弥、寺島達夫、山本麟一、根上淳、東千代之介、根岸一正、曽根晴美、明智十三郎、花柳幻舟、高松英郎 |
| 第10話 | 12月4日-12月25日 | 千葉周作       | 海音寺潮五郎 | 津上忠 田島栄                | 伊賀山正光 | 中村梅之助、中村翫右衛門、藤川八蔵、嵐圭史、深町稜子、三好美智子、村松英子、市川祥之助、和田幾子、杣英二郎、嵐芳三郎、嵐芳夫、瀬川菊之丞                                                                                           |